# Norra Åsarps församling
Norra Åsarps församling var en församling i Skara stift och i Falköpings kommun. Församlingen uppgick 1992 i Åsarp-Smula församling. 

## Administrativ historik
Församlingen har medeltida ursprung. Före den 1 januari 1886 (ändring enligt beslut den 17 april 1885) var namnet Åsarps församling.
Församlingen var till 1983 moderförsamling i pastoratet (Norra) Åsarp, Smula, Solberga och Kölaby som från 1962 även omfattade Fivlereds församling och Kölingareds församling. Från 1983 till 1992 var den moderförsamling i pastoratet Norra Åsarp, Smula, Solberga och Fivlered. Församlingen uppgick 1992 i Åsarp-Smula församling.

## Kyrkor
- Åsarp-Smula kyrka